# Halalaimus strandi
Halalaimus strandi är en rundmaskart som beskrevs av Allgen 1934. Halalaimus strandi ingår i släktet Halalaimus och familjen Oxystominidae. Inga underarter finns listade i Catalogue of Life.